# Jekaterina Wladimirowna Woronzowa
Jekaterina Wladimirowna Woronzowa (russisch Екатерина Владимировна Воронцова; * 28. Januar 1983) ist eine ehemalige russische Skilangläuferin.

## Werdegang
Woronzowa trat international erstmals bei den Nordischen Junioren-Skiweltmeisterschaften 2002 in Schonach im Schwarzwald in Erscheinung. Dort belegte sie den 34. Platz im Sprint. Ihr Debüt im Skilanglauf-Weltcup hatte sie im Januar 2003 in Kawgolowo, das sie auf dem 31. Platz über 5 km Freistil beendete. Bei den Nordischen Junioren-Skiweltmeisterschaften 2003 in Sollefteå gewann sie die Silbermedaille über 5 km klassisch und jeweils die Goldmedaille im 15-km-Massenstartrennen und mit der Staffel. Im März 2003 holte sie in Lahti mit dem 30. Platz über 10 km Freistil ihren ersten Weltcuppunkt. Nach Platz drei mit der Staffel beim Weltcup in Beitostølen zu Beginn der Saison 2003/04 kam sie bei 17 Weltcupteilnahmen im Einzel 13-mal in die Punkteränge, darunter vier Top-10-Platzierungen. Dabei erreichte sie mit dem sechsten Platz über 10 km klassisch in Umeå ihr bestes Einzelergebnis im Weltcup. Zudem errang sie jeweils mit der Staffel den dritten Platz in Davos, den zweiten Platz in Umeå und den ersten Platz in La Clusaz und kam im Continental Cup viermal auf den dritten Platz. Die Saison beendete sie auf dem 22. Platz im Gesamtweltcup und auf dem 15. Rang im Distanzweltcup. Dies sind ihre besten Gesamtergebnisse im Weltcup. In der folgenden Saison kam sie mit neun Ergebnissen in den Punkterängen auf den 46. Platz im Gesamtweltcup. Beim Saisonhöhepunkt den Nordischen Skiweltmeisterschaften 2005 in Oberstdorf belegte sie den 17. Platz im 30-km-Massenstartrennen. Bei den U23-Weltmeisterschaften 2006 in Kranj wurde sie Achte über 10 km klassisch und Sechste im Skiathlon. Nach vierjähriger Pause startete sie in der Saison 2011/12 im Skilanglauf-Eastern-Europe-Cup. Dabei gelangen ihr drei Top-10-Platzierungen und zum Saisonende der zehnte Platz im Gesamtweltcup. Im Februar 2012 holte sie in Rybinsk mit dem 30. Platz im 10-km-Massenstartrennen letztmals Weltcuppunkte. Ihr letztes Weltcuprennen lief sie im Februar 2013 in Sotschi, welches sie auf dem 34. Platz im Skiathlon beendete.

## Weltcupsiege im Team
| Nr. | Datum           | Ort       | Disziplin          |
| --- | --------------- | --------- | ------------------ |
| 1.  | 7. Februar 2004 | La Clusaz | 4 × 5 km Staffel 1 |